# Plagiognathus lineatus
Plagiognathus lineatus är en insektsart som beskrevs av Van Duzee 1917. Plagiognathus lineatus ingår i släktet Plagiognathus och familjen ängsskinnbaggar. Inga underarter finns listade i Catalogue of Life.